# Oznaczenia taboru kolejowego w Polsce

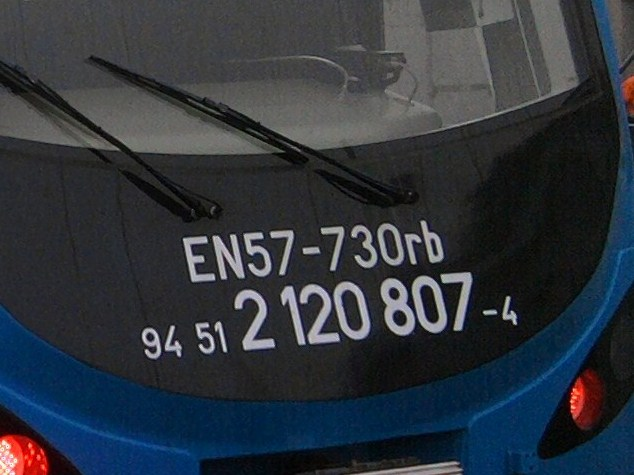
Oznaczenie serii i międzynarodowe na czole EZT serii EN57

Oznaczenia taboru kolejowego w Polsce – zasady oznaczania pojazdów kolejowych w Polsce.
W Polsce tabor kolejowy może być oznaczony:
- serią (zasady ustalone normą z 1969)[1],
- typem konstrukcyjnym (zasady ustalone normą z 1963)[2],
- typem fabrycznym[3],
- oznaczeniem UIC[4] (zasady ustalone rozporządzeniem ministra z 2006)[5],
- w sposób niestandardowy (głównie pojazdy przewoźników spoza Grupy PKP)[3].

Ponadto dla pojazdu trakcyjnego można określić układ osi.